# Pitcairnia egleri
Pitcairnia egleri är en gräsväxtart som beskrevs av Lyman Bradford Smith. Pitcairnia egleri ingår i släktet Pitcairnia och familjen Bromeliaceae. Inga underarter finns listade i Catalogue of Life.